# Музей Польді-Пеццолі
Музей Польді-Пеццолі (італ. Museo Poldi Pezzoli) — художній музей в місті Мілан. 

## Історія

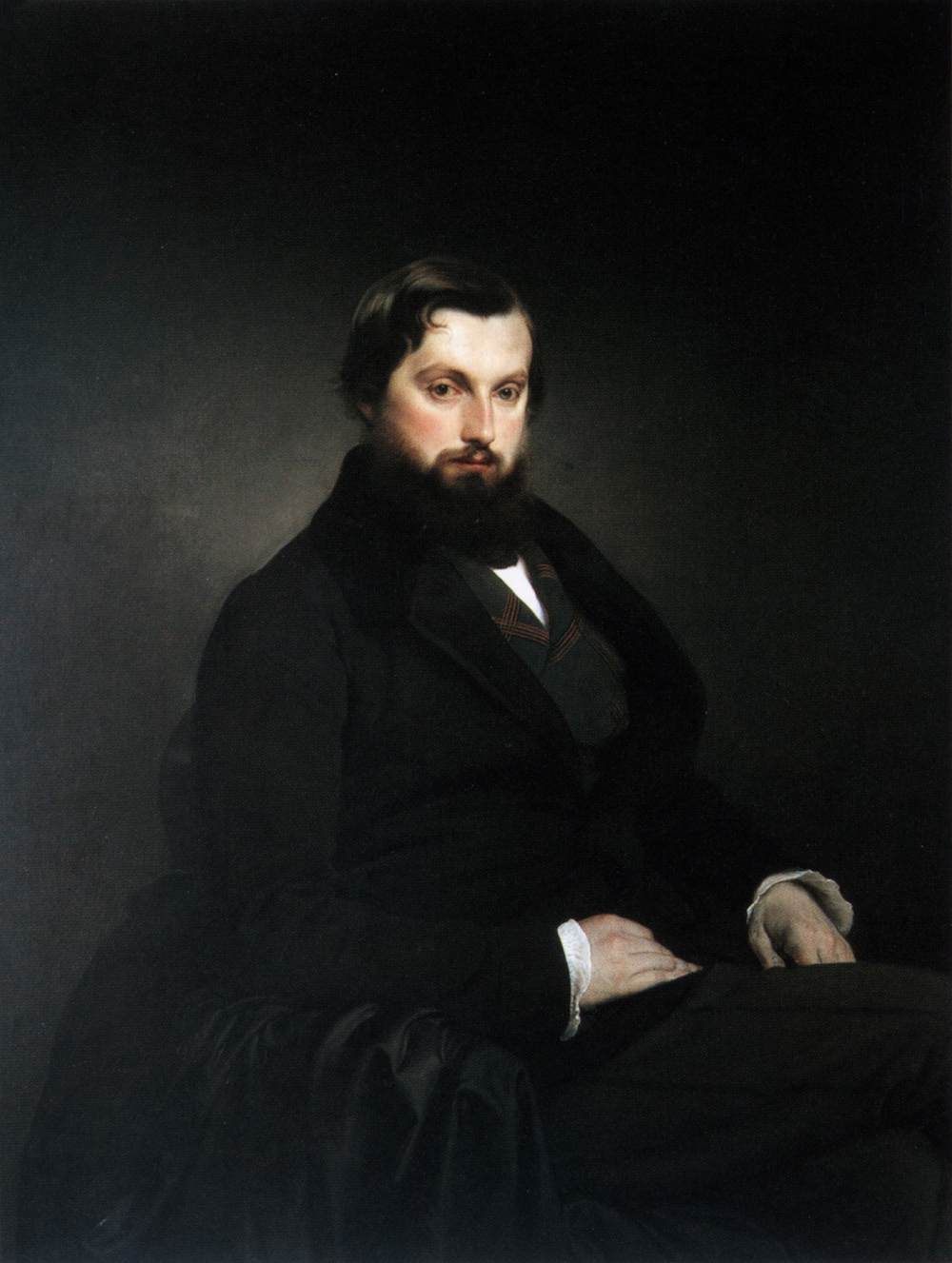
Франческо Хейз. « Джан Джакомо Польді Пеццолі », бл. 1851 р.

Музей починався як приватна картинна галерея родини Польді Пеццолі. Її засновниками були Джан Джакомо Польді Пеццолі (1822–1879) та його мати Роза Трівульціо. Ще у 1846 році в міланському палаці родини розпочали реконструкцію і перебудували та наново декорували низку залів і приміщень. Реконструкцією в палаці керували Луїджі Скрозаті та Джузеппе Бертіні. Частка залів палацу вже за проектом призначалась для декорування картинами. Переобладнання і облаштування стосувались не тільки інтер'єрів. Фасади міланського палацу отримали декор у стилі пізнього класицизму ще на зламі 18-19 ст., а невеликий парк набув пейзажного характеру — це зроблено за проектом архітектора Сімоне Кантоні (1736–1818). Головний фасад колишнього палацу на вулицю дотепер зберігає стилістику пізнього класицизму.
Забезпечений аристократ (мати Джан Джакомо походила з князівської родини), він підтримував національно-визвольний рух і так звану революцію 1848 року в Мілані проти влади Австрійської імперії. Події закінчилися поразкою і Джан Джакомо емігрує у західну Європу, де гає час як забезпечений аристократ. Відвідує виставки, знайомиться з художниками, починає колекціонувати картини, килими, старовинні речі. Він помер у віці 57 років і зробив Джузеппе Бертіні, свого приятеля і директора пінакотеки Брера, упорядником власного майна.
За заповітом Польді Пеццолі його палац, збірка картин і меблів перейшли у спадок художньої академії і пінакотеки Брера. Музей отримав назву за прізвищем володаря і був відкритий 1881 року для відвідин. 1951 року закінчили реконструкцію і пристосування палацу під музейні потреби з урахуванням нових умов утримання.
Музей на період зламу 20-21 ст. зберігає і демонструє картинну галерею, меблі, вироби зі скла, невелику колекцію старовинної зброї, кабінетну бронзу, перські середньовічні килими, керамічні вироби, збірку ювелірних прикрас, зразки текстилю, коштовних тканин, мереживо.

## Перські середньовічні килими

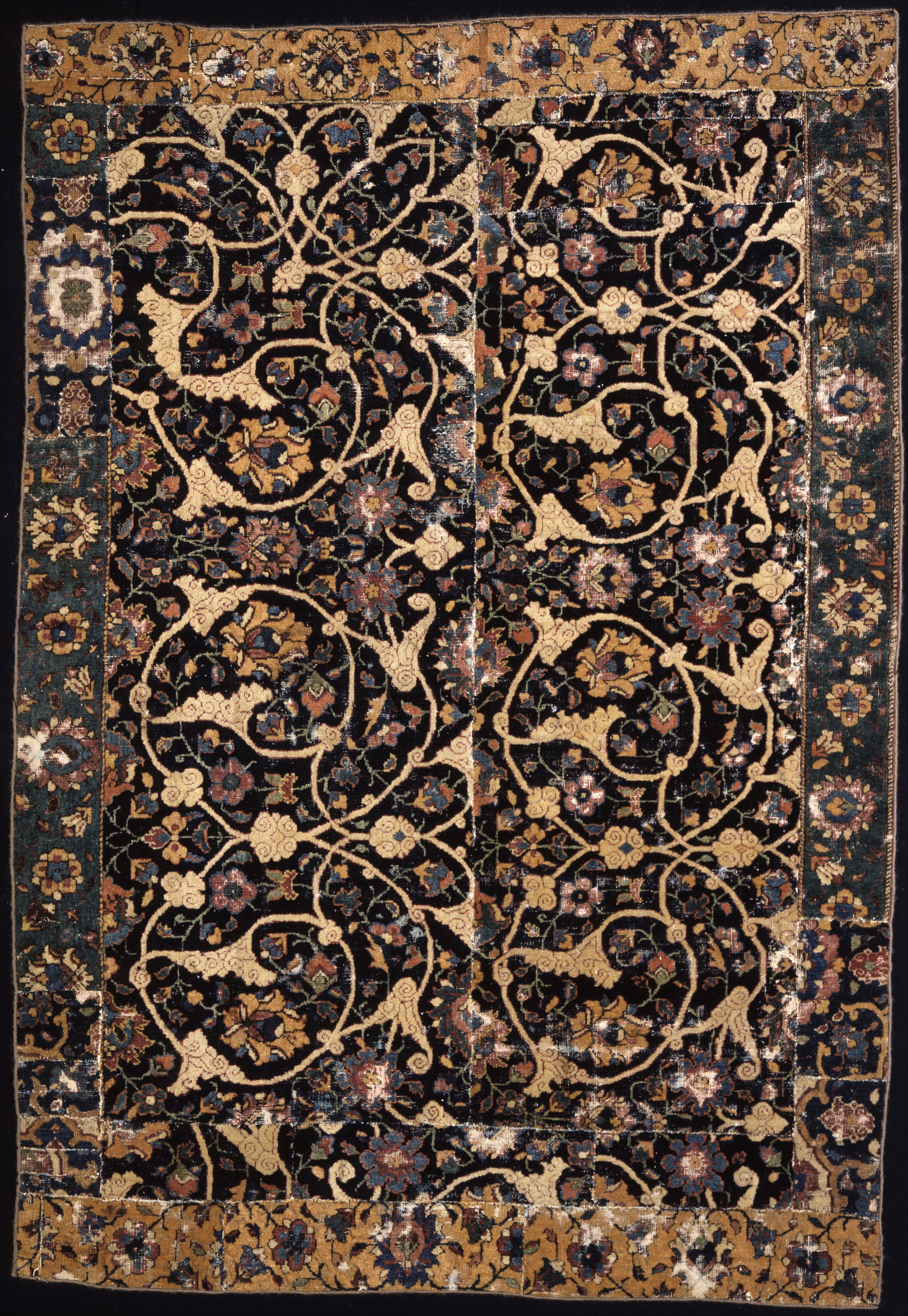
Перський килим кінця 16 ст., Герат
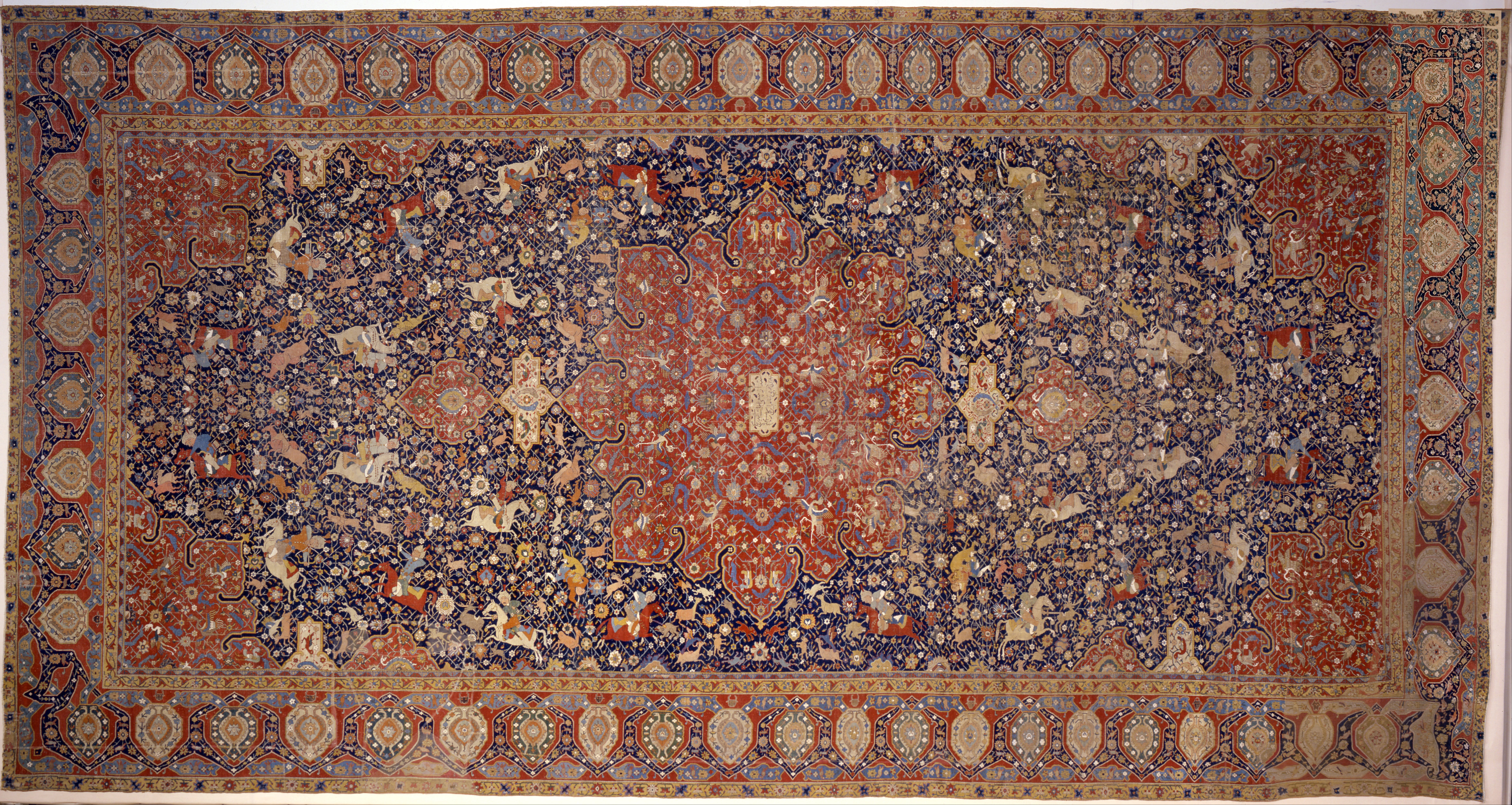
Перський килим першої половини 16 ст., Тебріз (?)
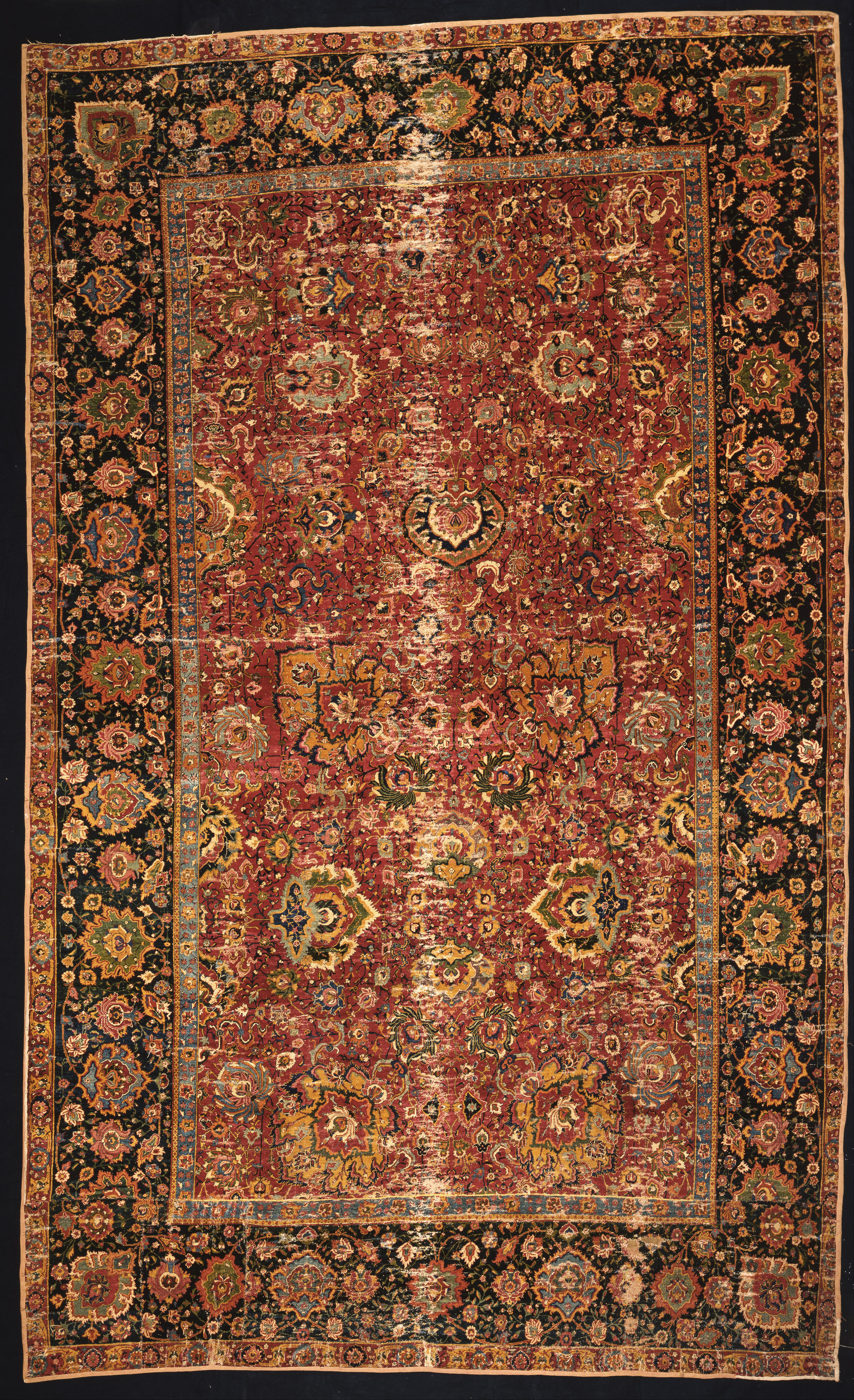
Перський килим кінця 16 ст., Ісфаган.

## Живопис італійських майстрів в збірці

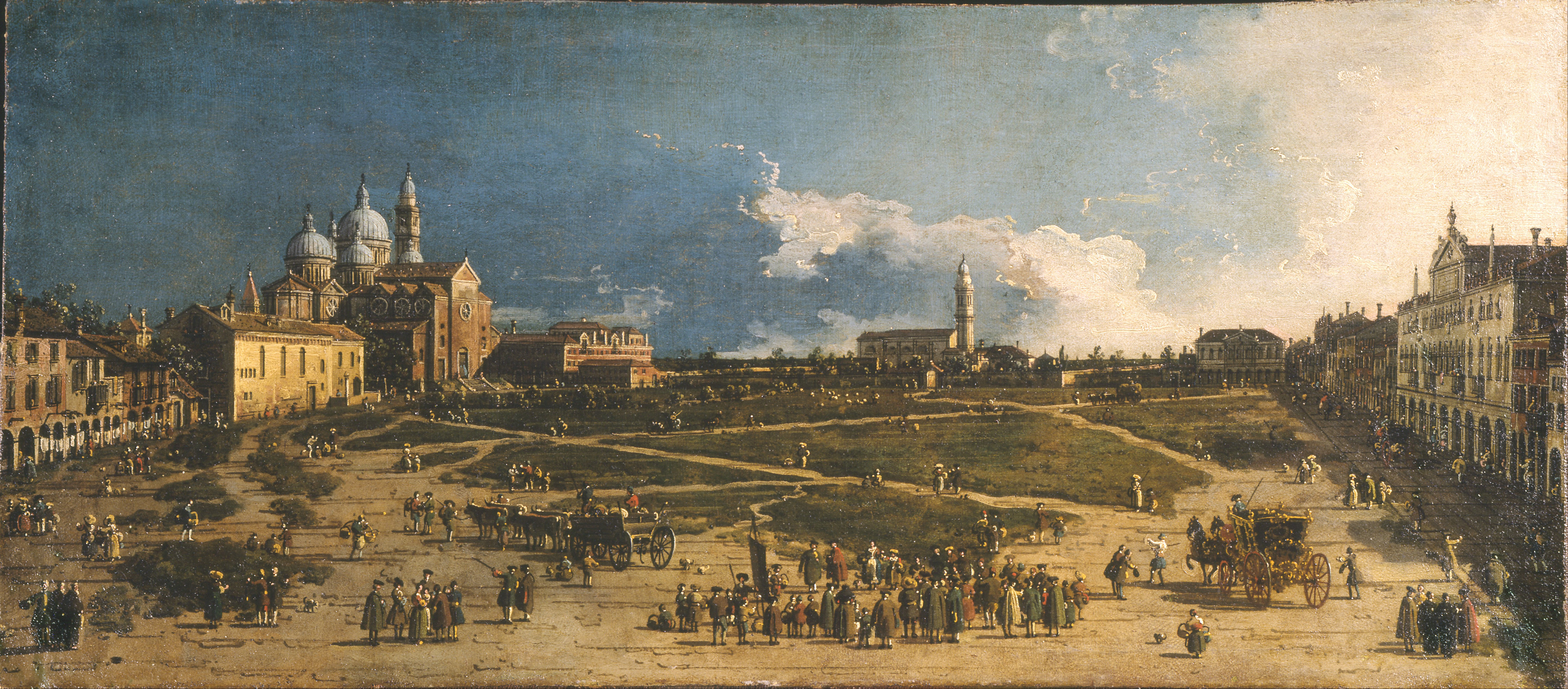
Каналетто. «Центральна площа у місті Падуя», до 1746 р.

Картинна галерея музею починалась як приватна збірка, на характер котрої впливали смаки княгині Рози Трівульціо та її сина. Тому в музеї переважають твори митців, що працювали в Ломбардії та в містах Північної Італії. Зрозуміло, що музей не міг мати церковних фресок, творів римських художників, значної кількості мармурової скульптури і творів ужиткового мистецтва. Тим не менше збірка отримала чимало характерних творів міланської школи і шкіл Північної Італії, серед котрих опинилось декілька видатних зразків серед релігійного живопису і портретного жанру.

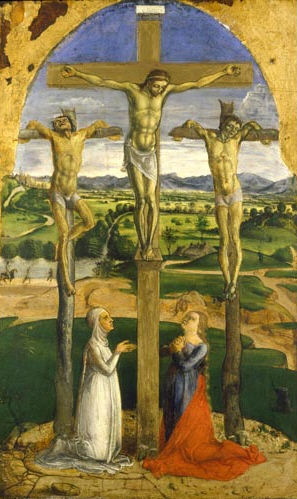
Альвізе Віваріні. «Голгофа», деревина, темпера
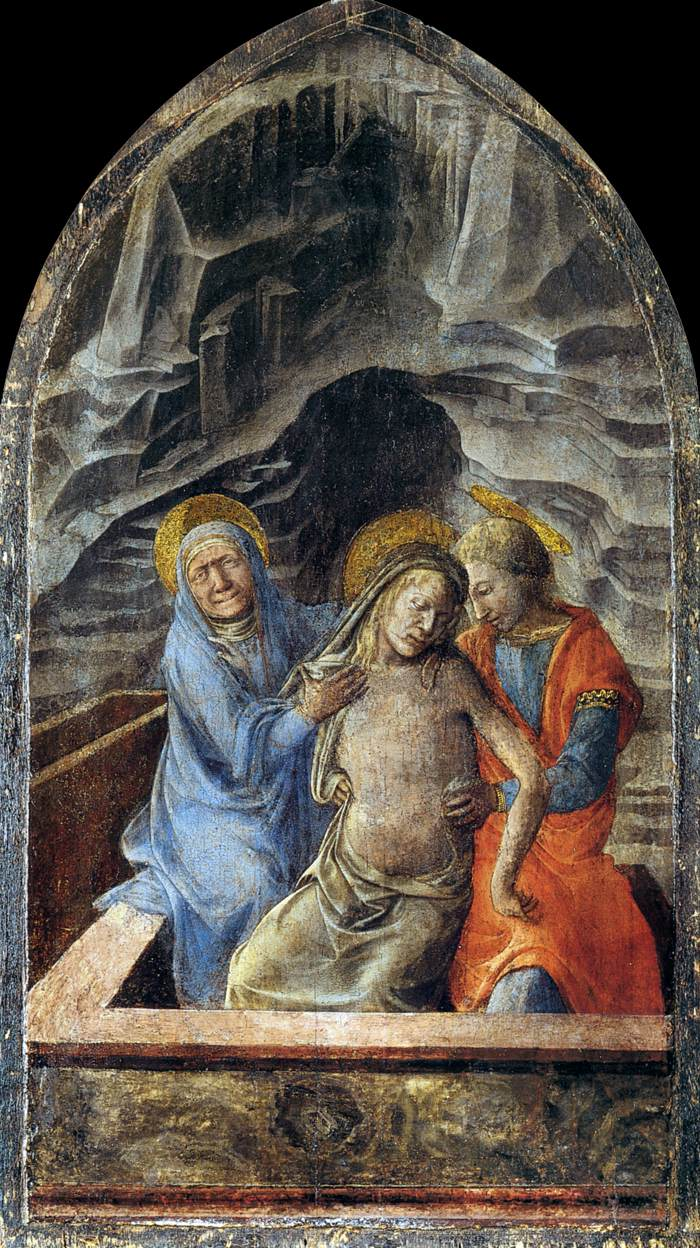
Фра Філіппо Ліппі. «П'єта», до 1439 р.
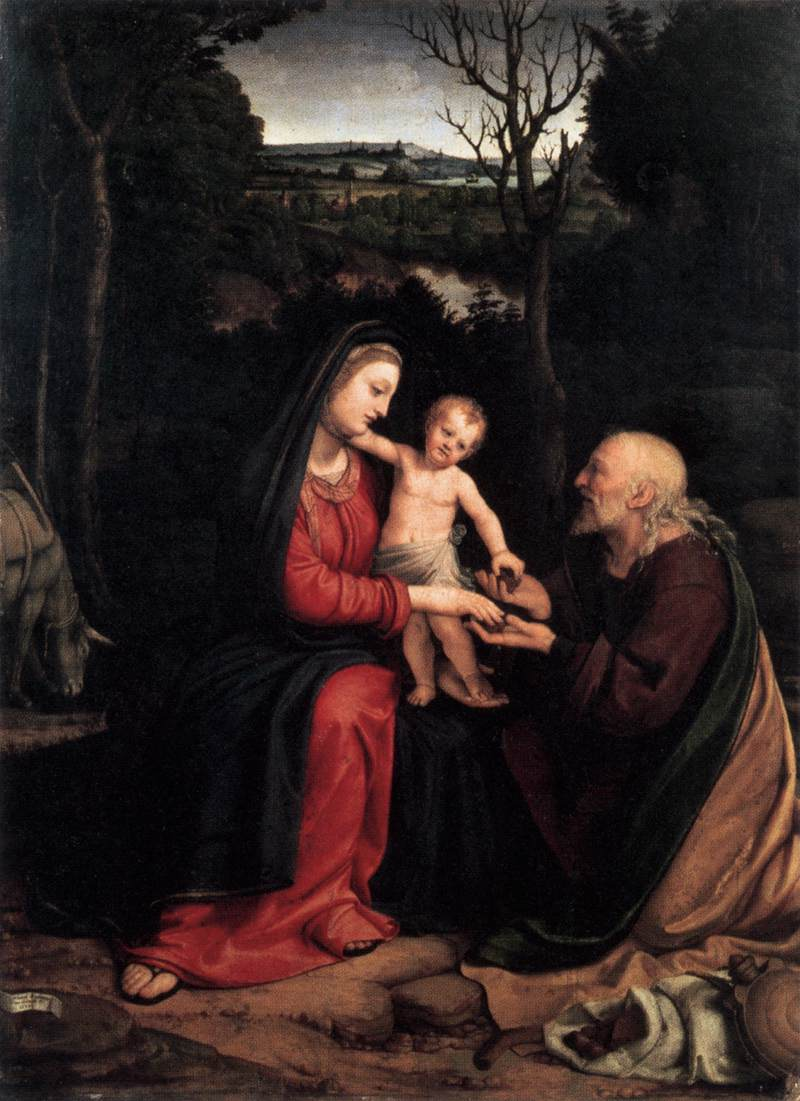
Андреа Соларіо. «Відпочинок Св. Родини на шляху до Єгипту»
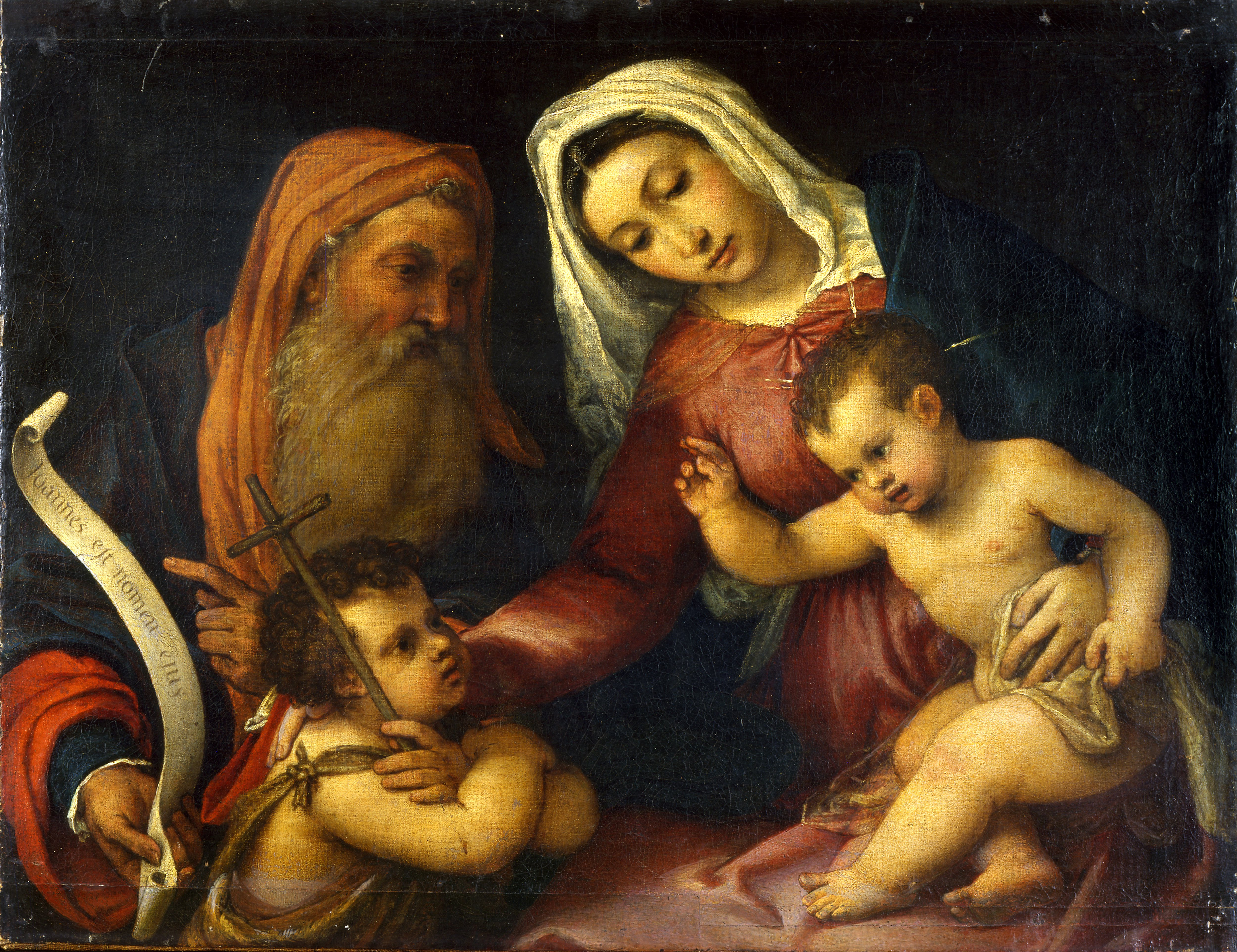
Лоренцо Лотто. «Мадонна з немовлям, Іваном Хрестителем і Св. Захарієм», 1546 р.

## Портретний живопис в збірці

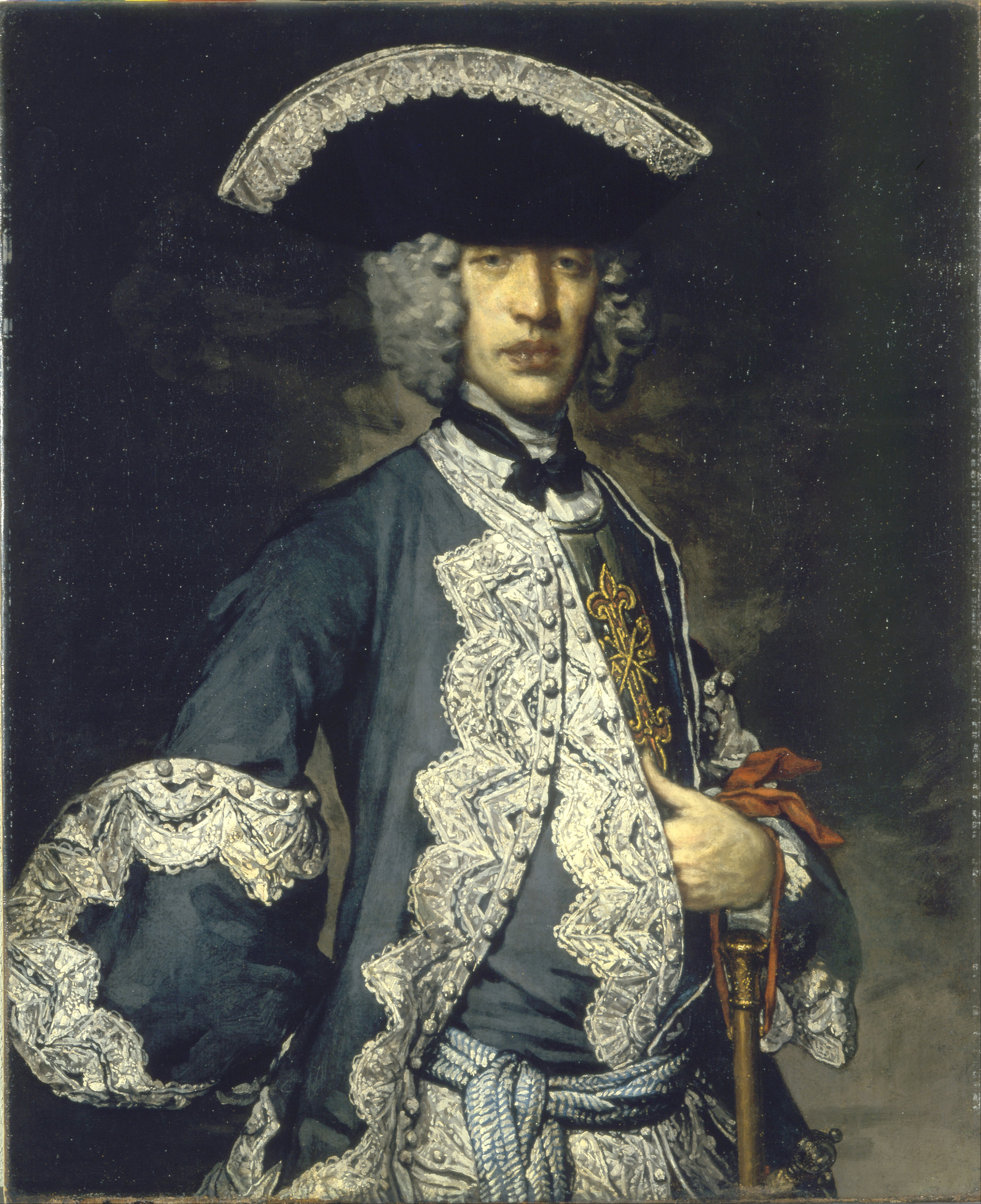
Вітторе Гісланді. «Портрет кавалера ордена Константина», бл. 1740 р.

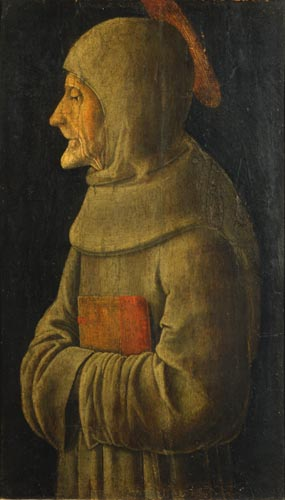
Бернардино да Сієна. «Юрай Кулінович (Джорджо Скьявоне) », початок 16 ст. (?)
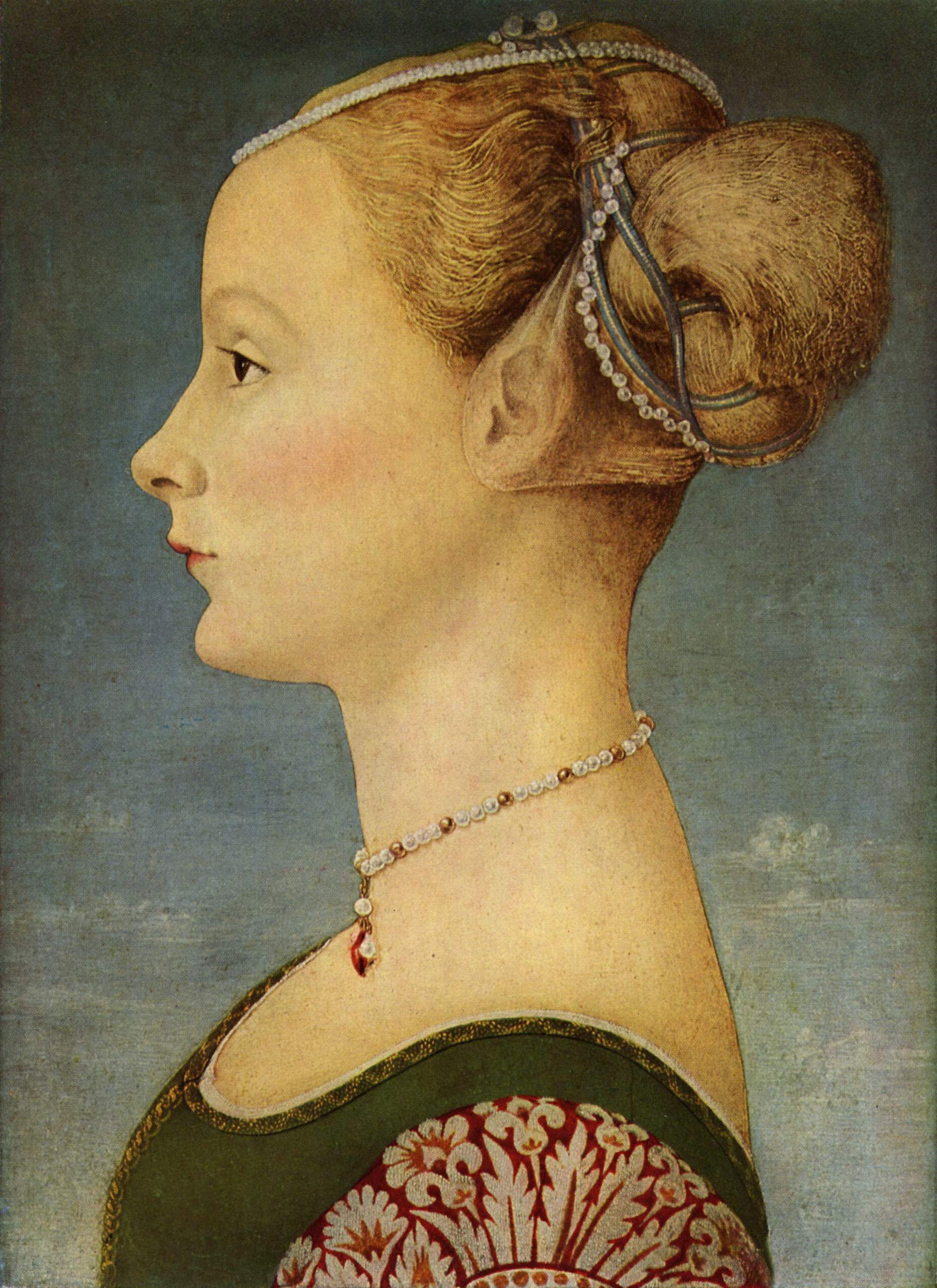
П'єро Поллайоло. «Портрет шляхетної пані у профіль», друга половина 15 ст.
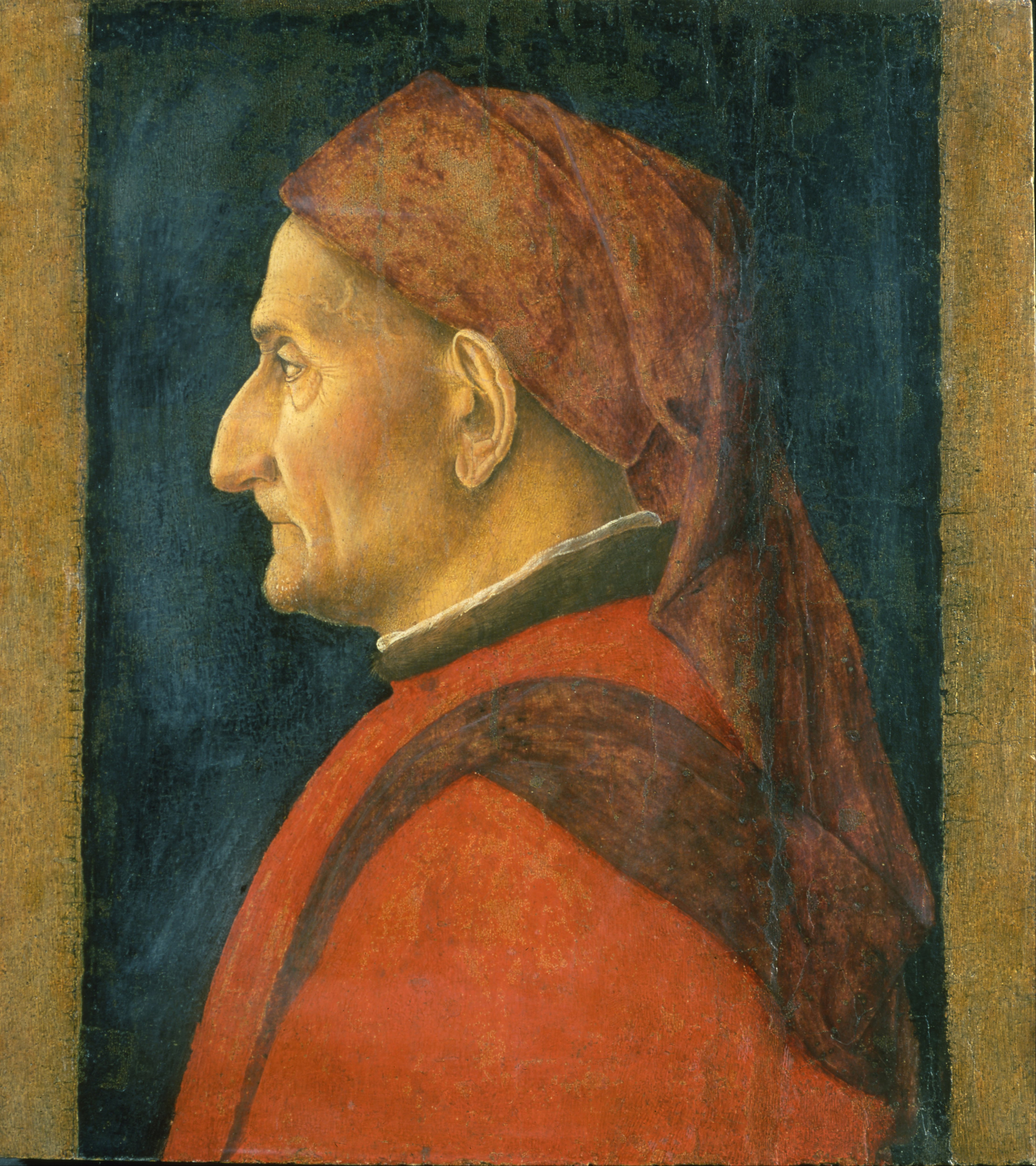
Андреа Мантенья. «Портрет шляхтного пана в червоному», 1450 р.
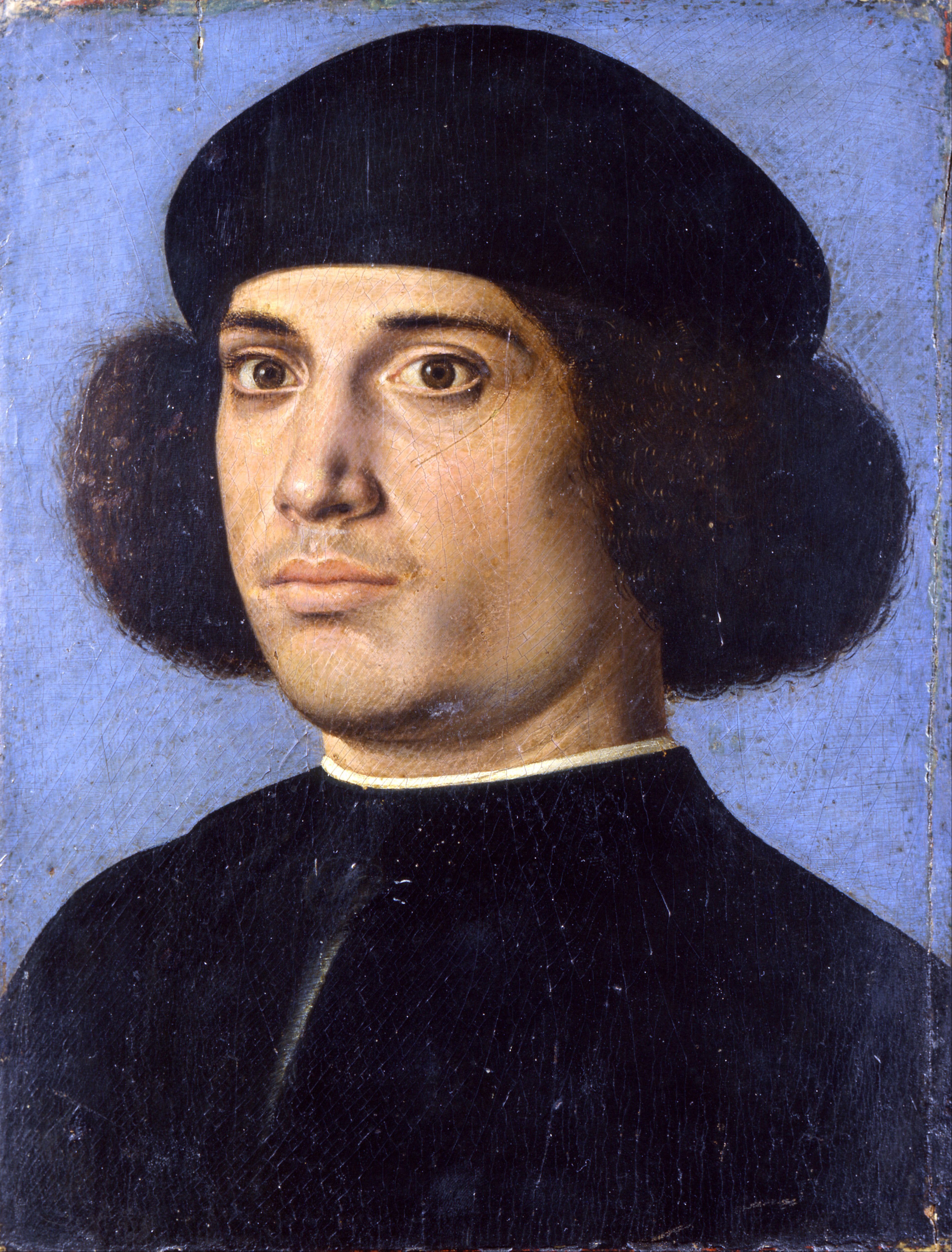
Андреа Превіталі. «Портрет невідомого», перша третина 16 ст.
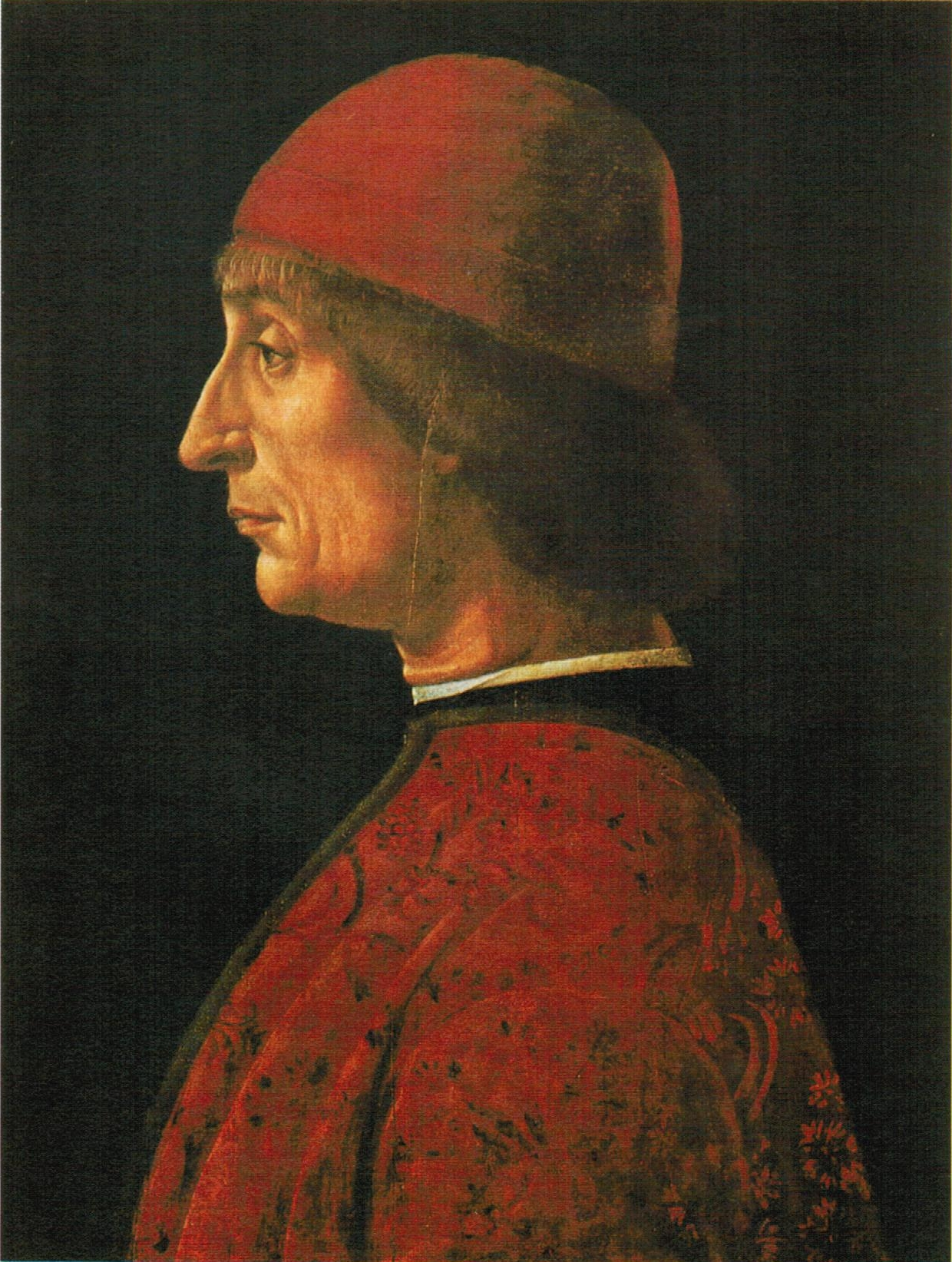
Вінченцо Фоппа. «Франческо Брівіо», бл. 1495 р.
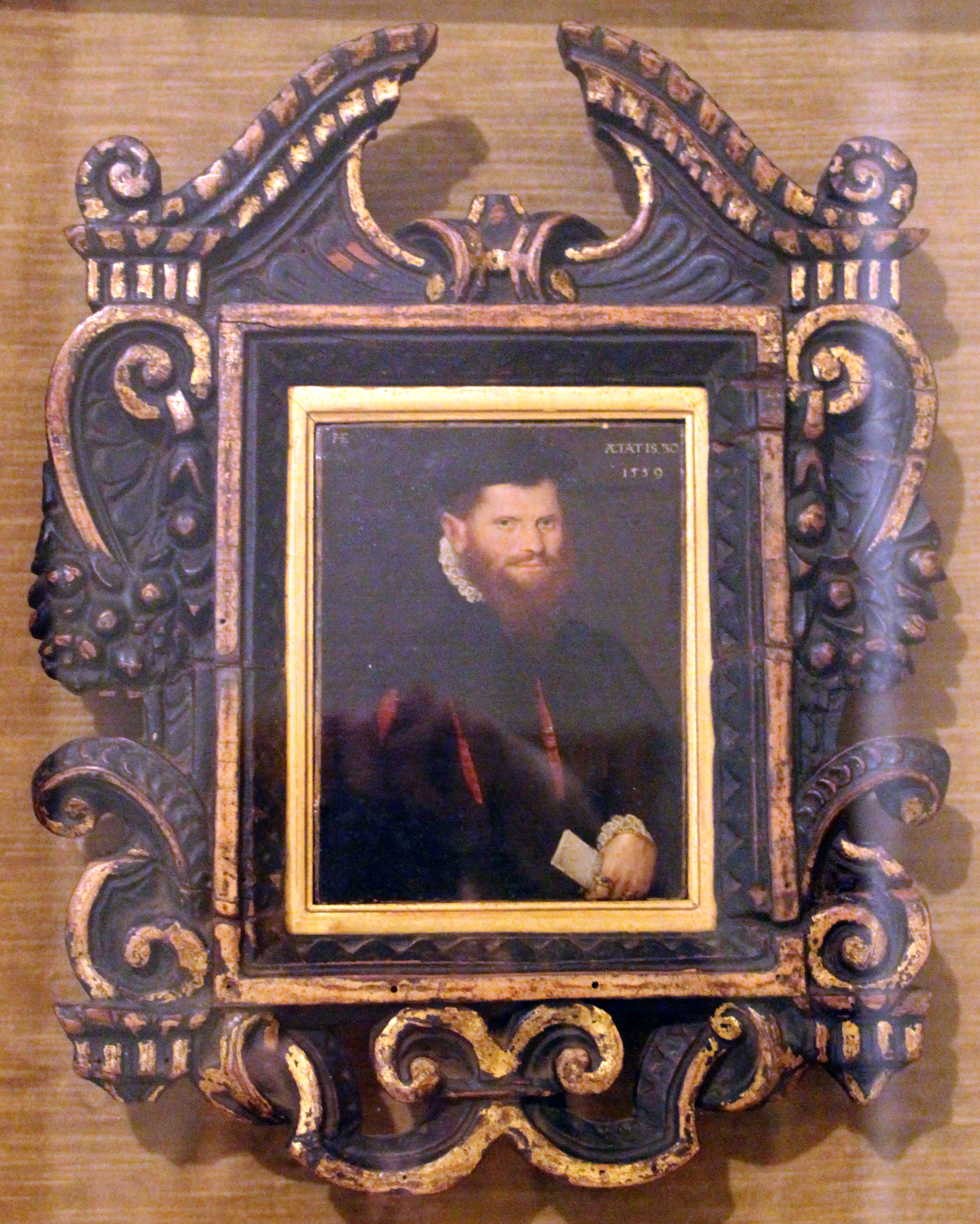
Ганс Еворт. Портрет невідомого. Різьблена рама доби маньєризму, 1559 р.
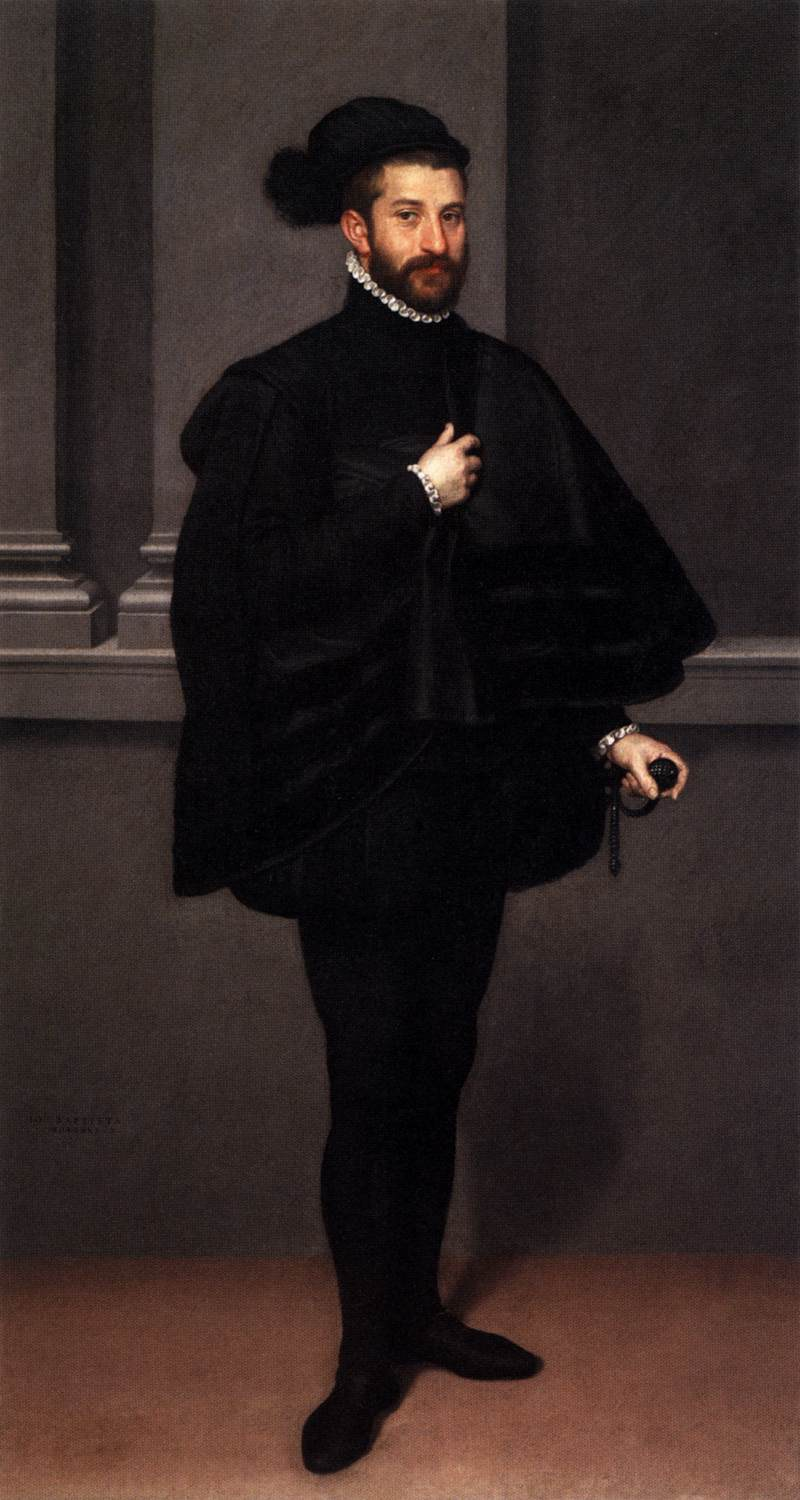
Джованні Баттіста Мороні. «Портрет невідомого у повний зріст», бл.  1567 р.
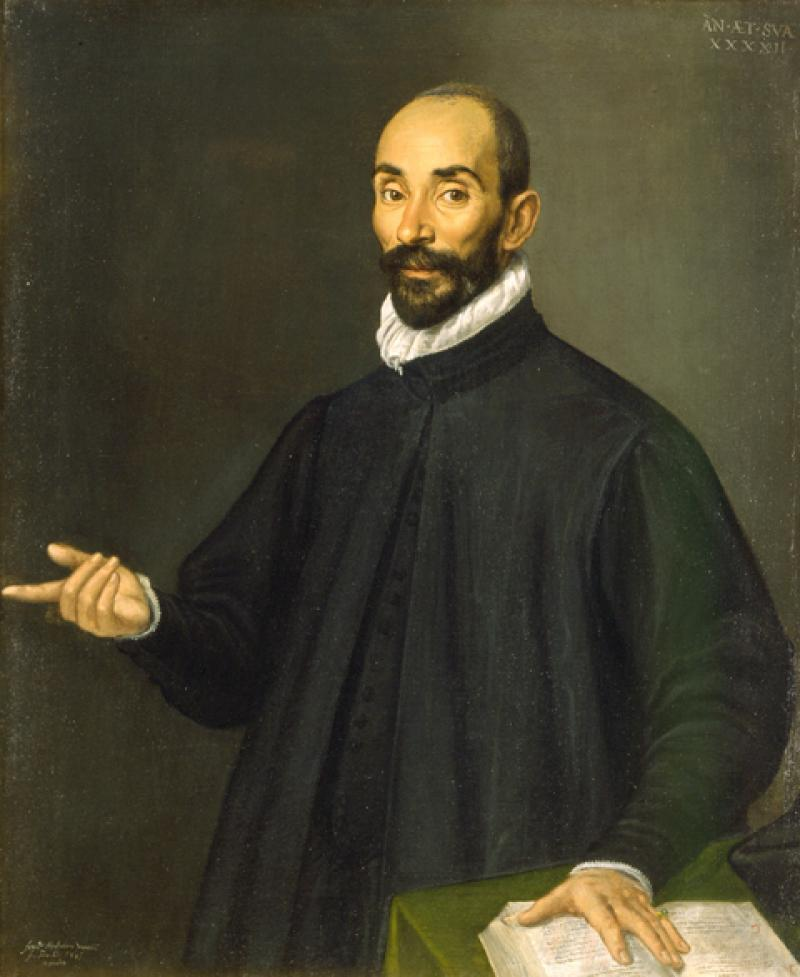
Франческо Аполлодоро. «Портрет Ерколе Баццані», 1585 р.
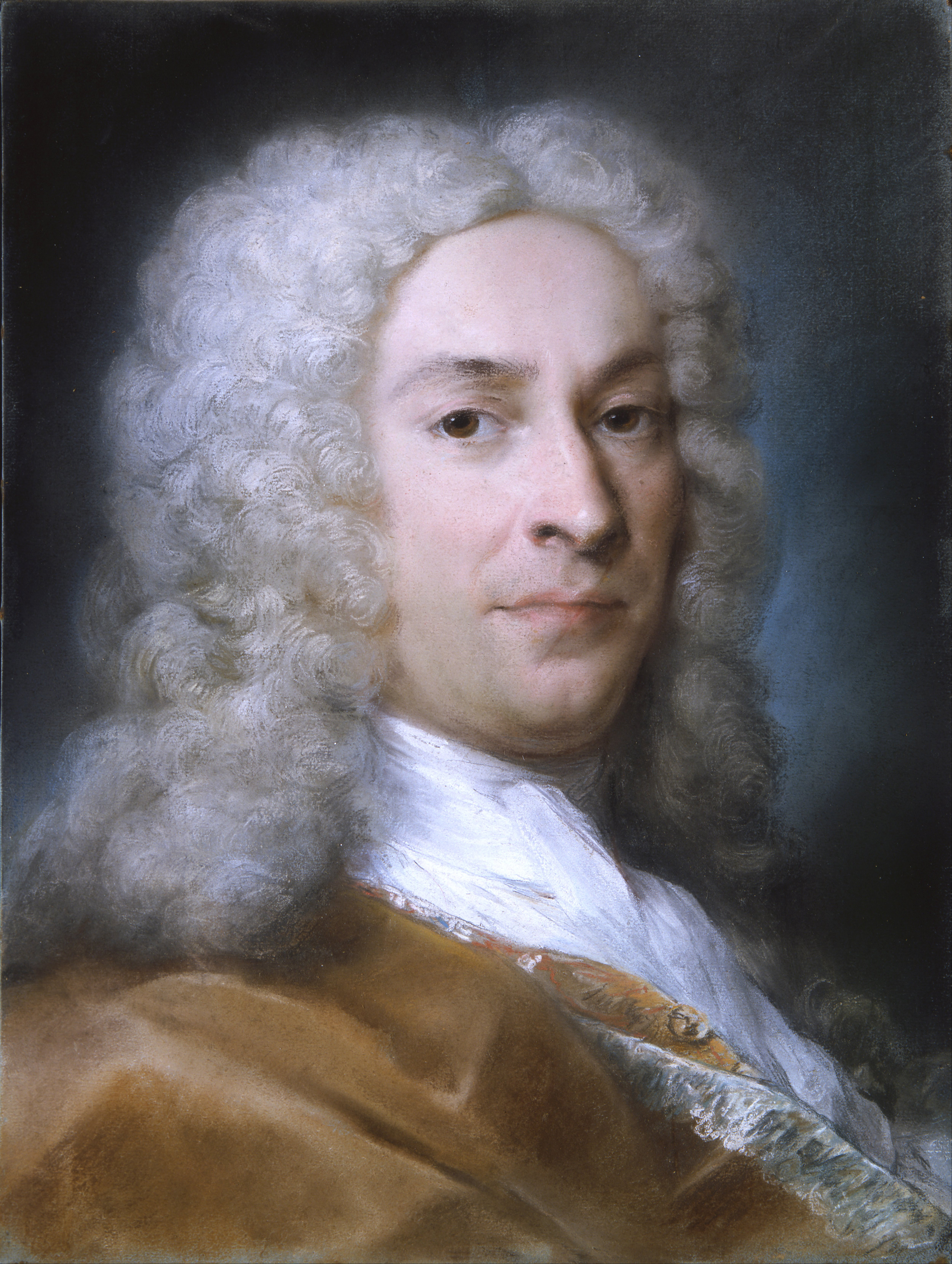
Розальба Кар'єра. «Портрет невідомого», пастель, бл. 1740 р.

## Майстри інших країн
Картинна галерея утримує декотру кількість творів майстрів інших країн Європи, але не вони головують взбірці. Серед них твори — 
- Лукаса Кранаха старшого
- Ганс Еворт
- Хосе де Рібера
- Маріано Фортуні.